# Blondir

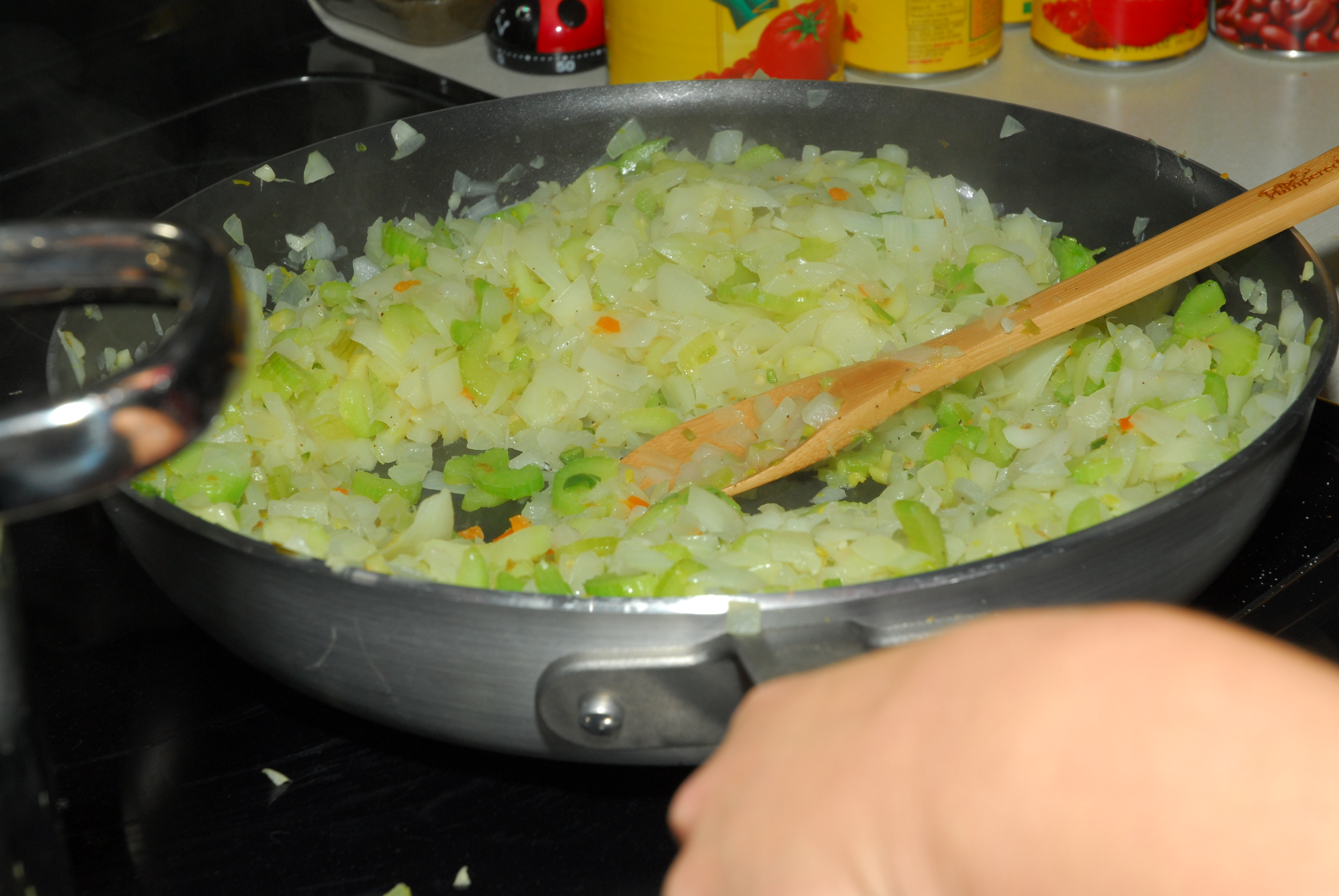
Légumes en train de blondir.

Blondir est une méthode en cuisine qui consiste à chauffer doucement des légumes dans un peu d'huile ou de beurre, en les remuant et en les retournant fréquemment pour s'assurer que tout liquide émis s'évapore. Blondir permet généralement d'obtenir des morceaux tendres, parfois translucides. Blondir est souvent une étape préliminaire à une cuisson plus poussée dans un liquide ; les oignons, en particulier, sont souvent sués avant d'être incorporés dans un ragoût. Cette méthode diffère du sauté en ce sens que le fait de blondir est effectué à une température beaucoup plus basse, parfois avec l'ajout de sel pour aider à évacuer l'humidité, et en veillant à ce que peu ou pas de brunissement ait lieu.
Le suçage[Quoi ?] des légumes a été utilisé comme technique dans la préparation des coulis.
En Italie, cette technique de cuisson est connue sous le nom de soffrito, ce qui signifie « sous-friture. Dans la cuisine italienne, c'est une technique courante et une étape préliminaire dans la préparation du risotto, des soupes et des sauces.